# Muzeum Miasta Turku im. Józefa Mehoffera
Muzeum Miasta Turku im. Józefa Mehoffera – muzeum w Turku. Placówka jest miejską jednostką organizacyjną, a jego siedzibą są pomieszczenia XIX-wiecznego ratusza. 

## Historia
Początki muzealnictwa w Turku sięgają 1962 roku i wiążą się z powstaniem Turkowskiego Towarzystwa Kultury. Organizacja ta, mająca w swej strukturze m.in. sekcję muzealną, przez pierwszą dekadę działalności organizowała wystawy oraz gromadziła eksponaty związane z historią i kulturą miasta oraz okolicy. Jej działalność doprowadziła od otwarcia w 1972 roku Izby Regionalnej przy Powiatowym Domu Kultury. 
Jako Izba placówka działała do 1978 roku, w międzyczasie uzyskując status instytucji państwowej (1975 rok) oraz przenosząc siedzibę do pomieszczeń ratusza (1977 rok). Od 1978 roku placówka działała jako Muzeum Rzemiosła Tkackiego, będące filią Muzeum Okręgowego w Koninie. 
Samodzielność placówka odzyskała w 1984 roku, stając się jednocześnie jednostką miejską. Od 2001 roku rozpoczęto przebudowę budynku ratusza, mającą na celu przeznaczenie go w całości na cele muzealne. Otwarcie placówki po remoncie miało miejsce w maju 2012 roku. Wówczas też placówka zmieniła nazwę na Muzeum Miasta Turku im. Józefa Mehoffera.

## Wystawy
Aktualnie w muzeum prezentowane są następujące wystawy stałe:
- "Turkowskie dzieło Józefa Mehoffera", ukazująca osobę, twórczość oraz czasy patrona muzeum. W ramach zajmującej cztery sale ekspozycji prezentowane są m.in. szkice oraz projekty do polichromii i witraży, przeznaczonych do kościoła Najświętszego Serca Pana Jezusa w Turku,
- archeologiczna, prezentująca eksponaty odkryte podczas wykopalisk, prowadzonych od 2002 roku we wsi Gąsin, pochodzące z okresu kultury łużyckiej oraz skamieliny zwierząt z okresu czwartorzędu, odkryte podczas eksploatacji pokładów Kopalni Węgla Brunatnego Adamów,
- etnograficzna, ukazująca życie codzienne turkowskich tkaczy, pochodzących m.in. z terenów Saksonii. Czech, Austrii i Węgier. Ekspozycja zawiera rekonstrukcje warsztatów pracy oraz wyposażenia mieszkań (meble, przedmioty codziennego użytku, stroje),
- 1956 dni w okupowanym Turku - historia pewnej ulicy - Wystawa pt.: „Opowieści pewnej ulicy - 1956 dni w okupowanym Turku” powstała w oparciu o unikatowy zbiór około 4 tysięcy oryginalnych negatywów wykonanych przez agendę terenową Kreisbildstelle Turek/Wartheland w czasie okupacji hitlerowskiej, w okresie od października 1941 do grudnia 1943 r. Zbiór pod nazwą „Archiwum Igły” jest jedynym w Polsce (najprawdopodobniej również w Europie) tak obszernym zbiorem fotografii, ukazującym życie codzienne w okupowanym Turku i powiecie tureckim wykonanych przez Niemców[1].

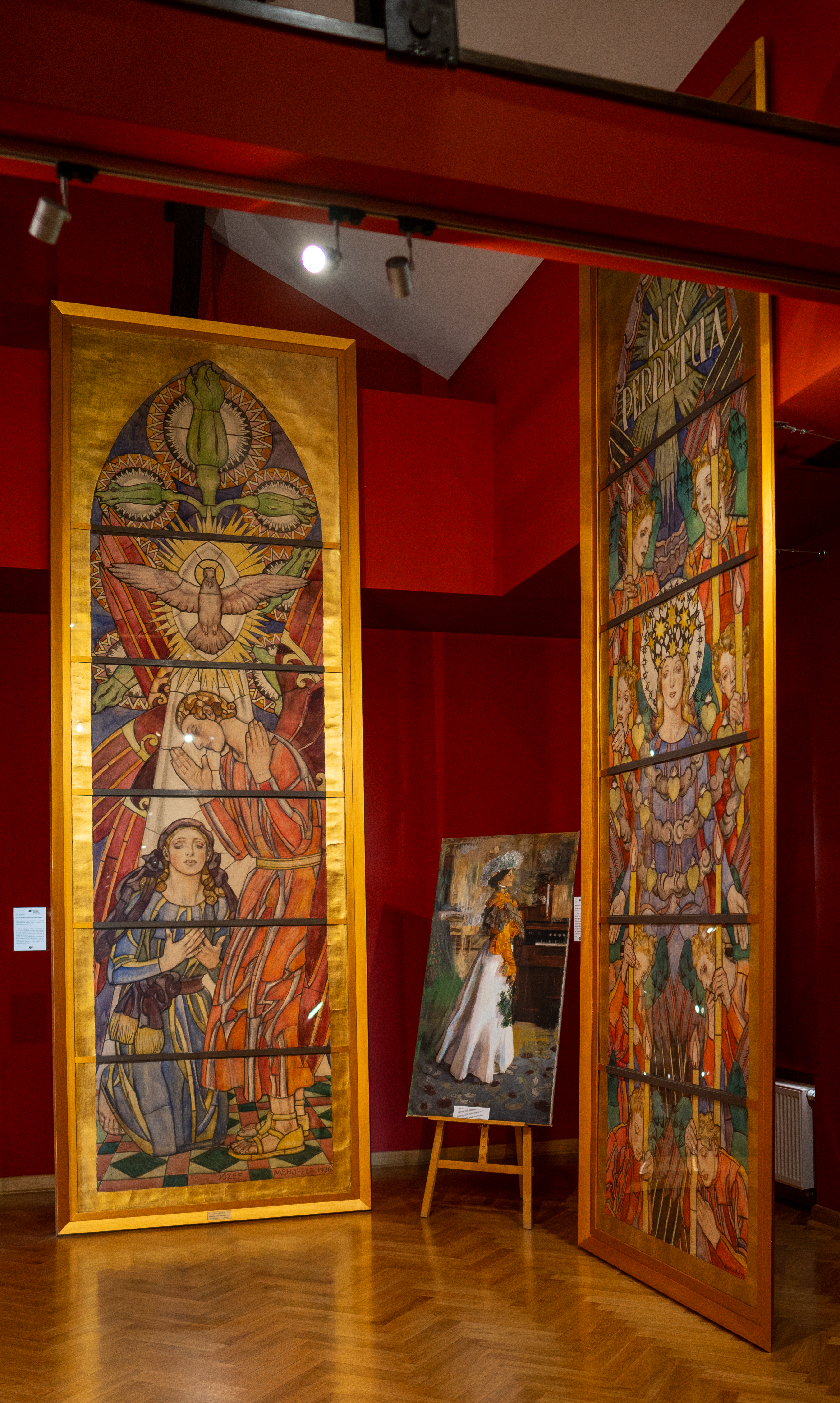
Fragment sali „witrażowej”
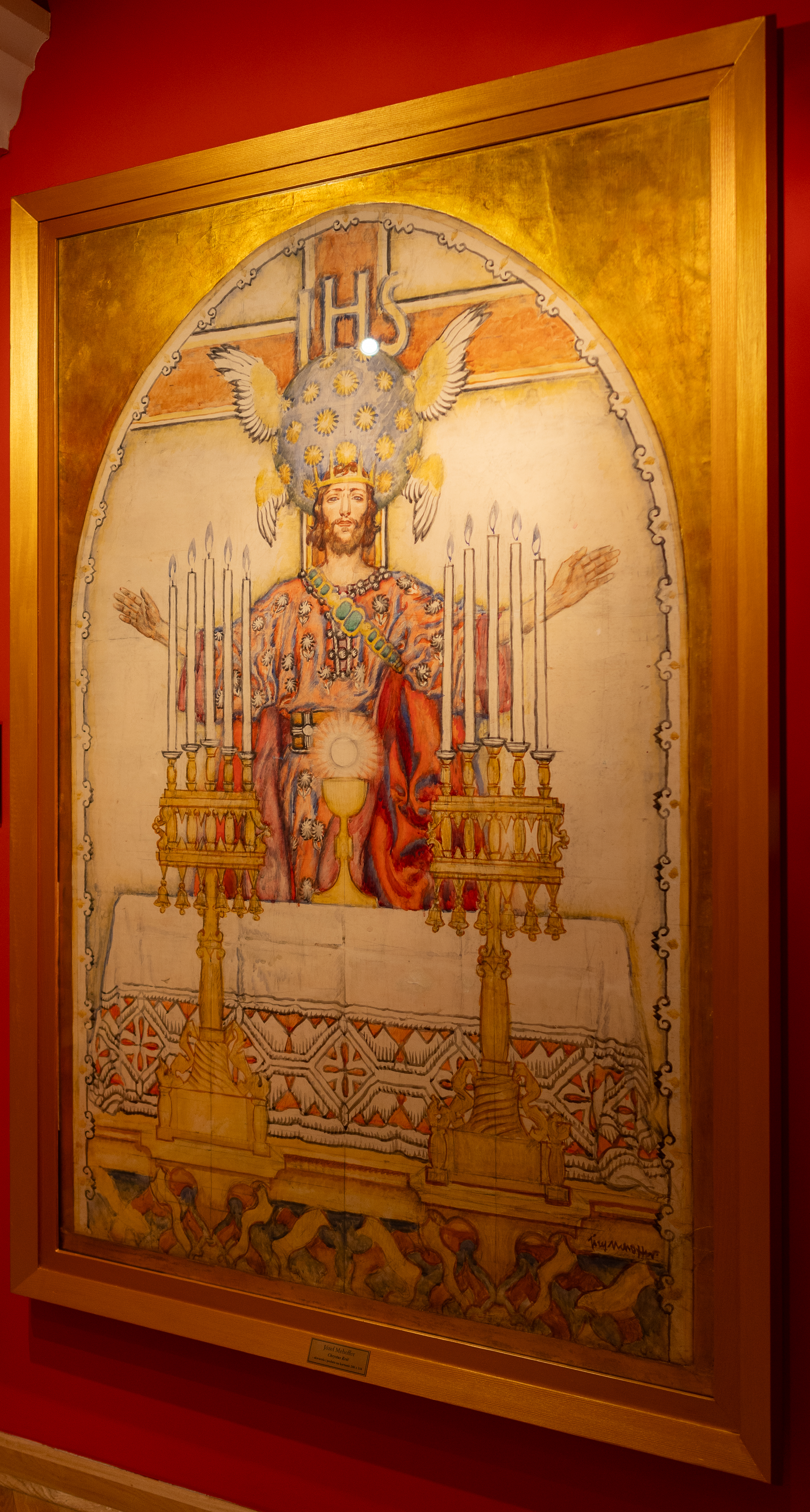
Fragment sali „prezbiterialnej”
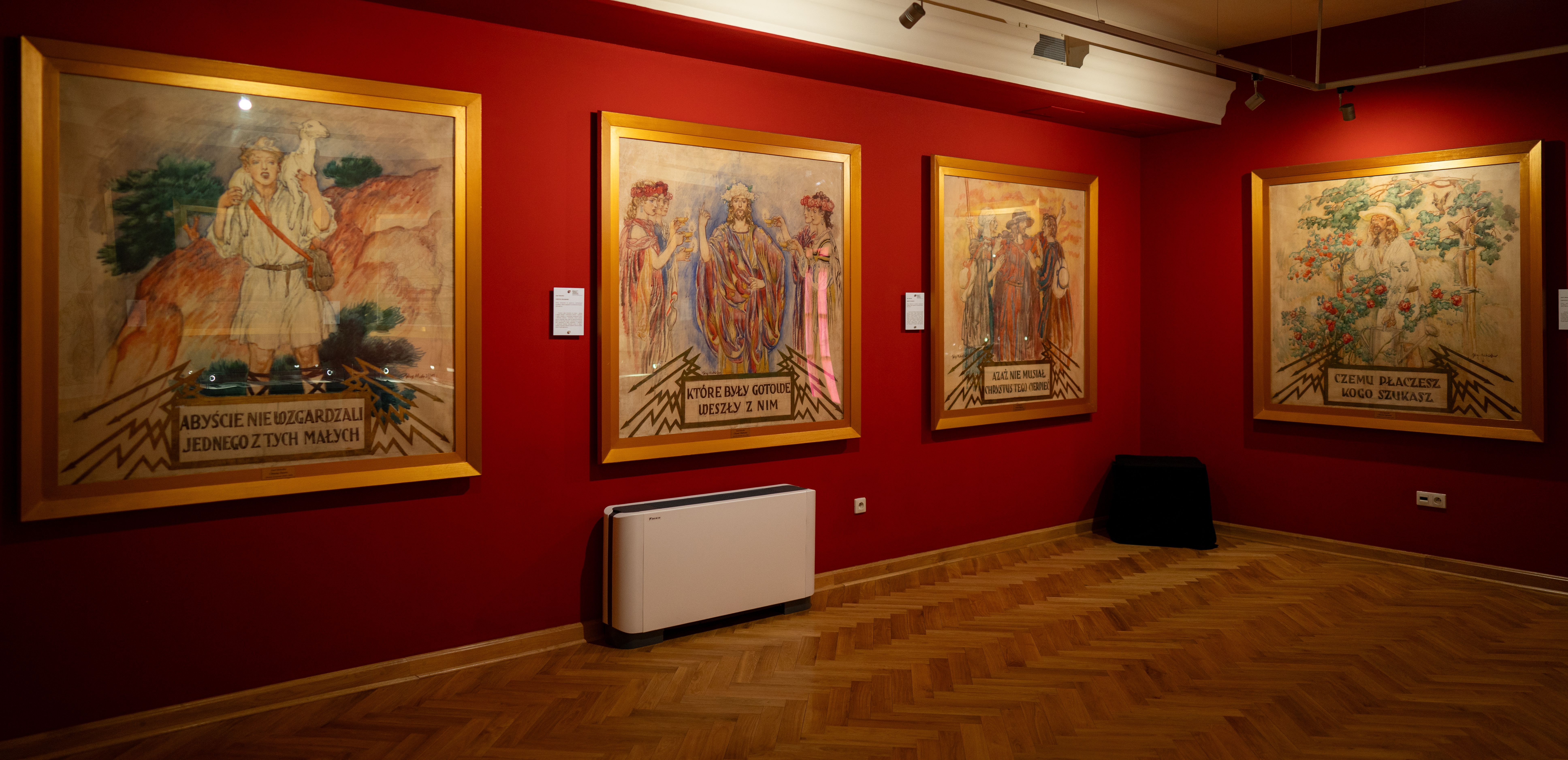
Fragment sali „fortepianowej”
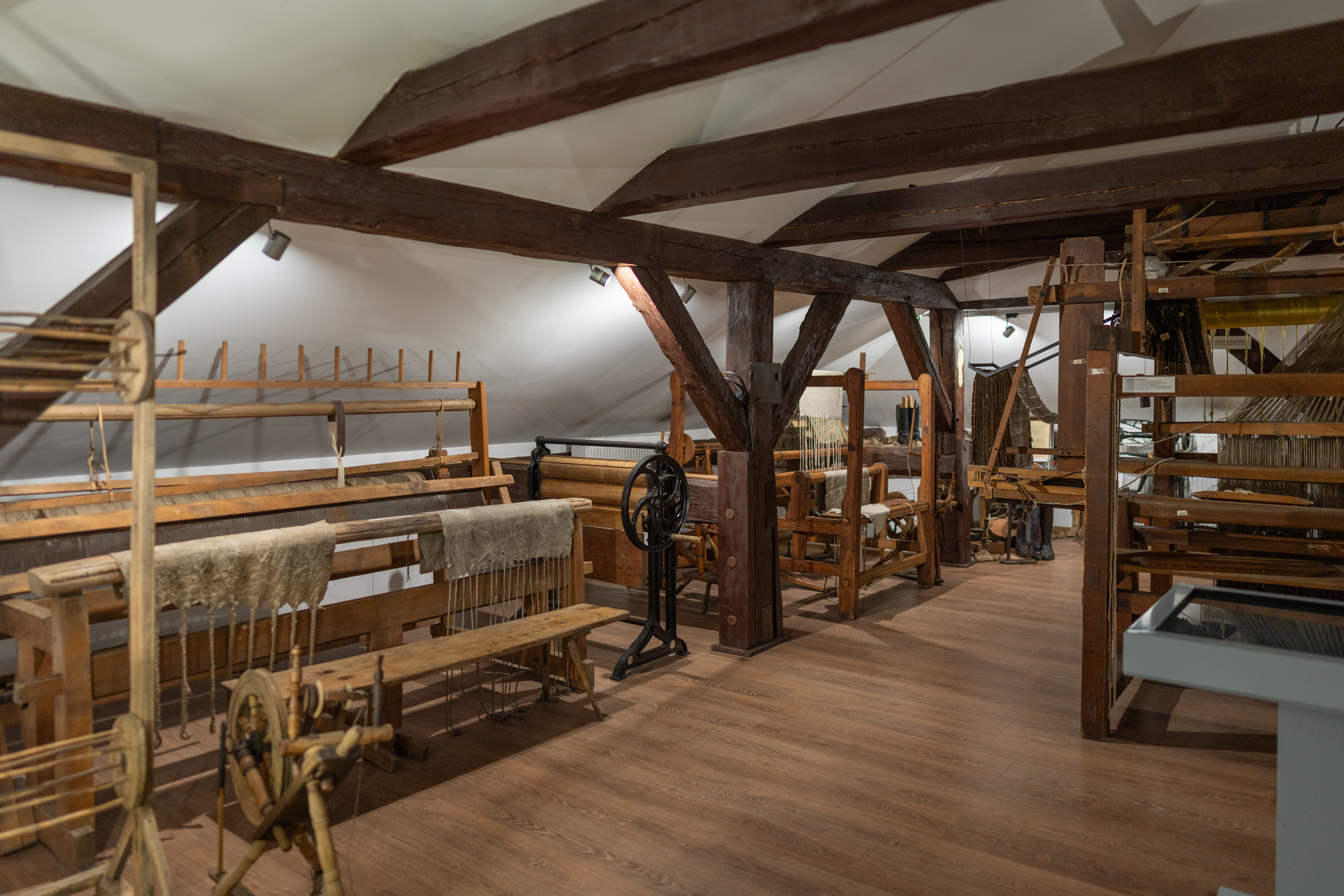
Fragment wystawy prezentującej Tradycyjne tkactwo i włókiennictwo w turku i okolicy
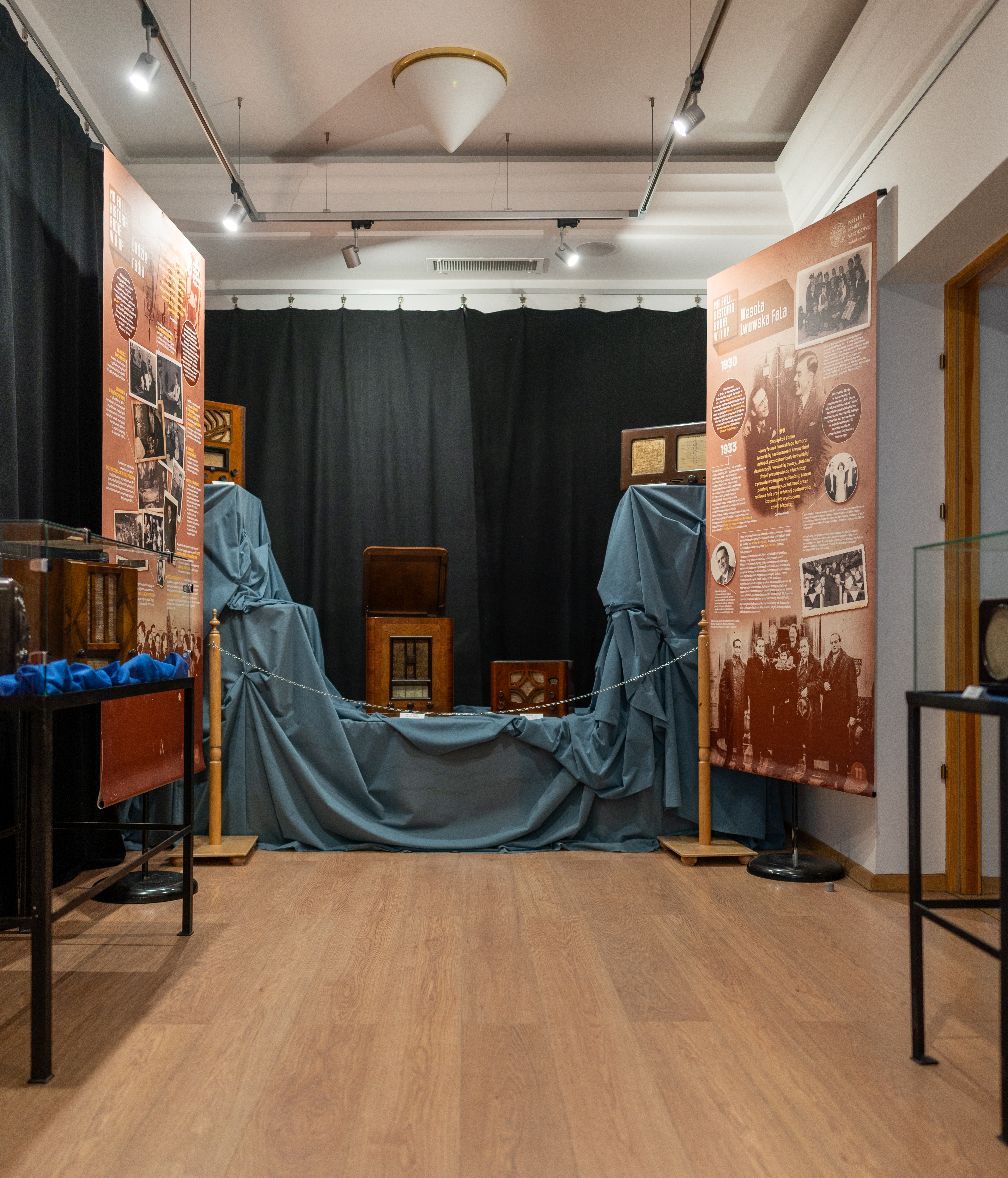
Fragment wystawy czasowej Na fali… Historia radia w II Rzeczypospolite
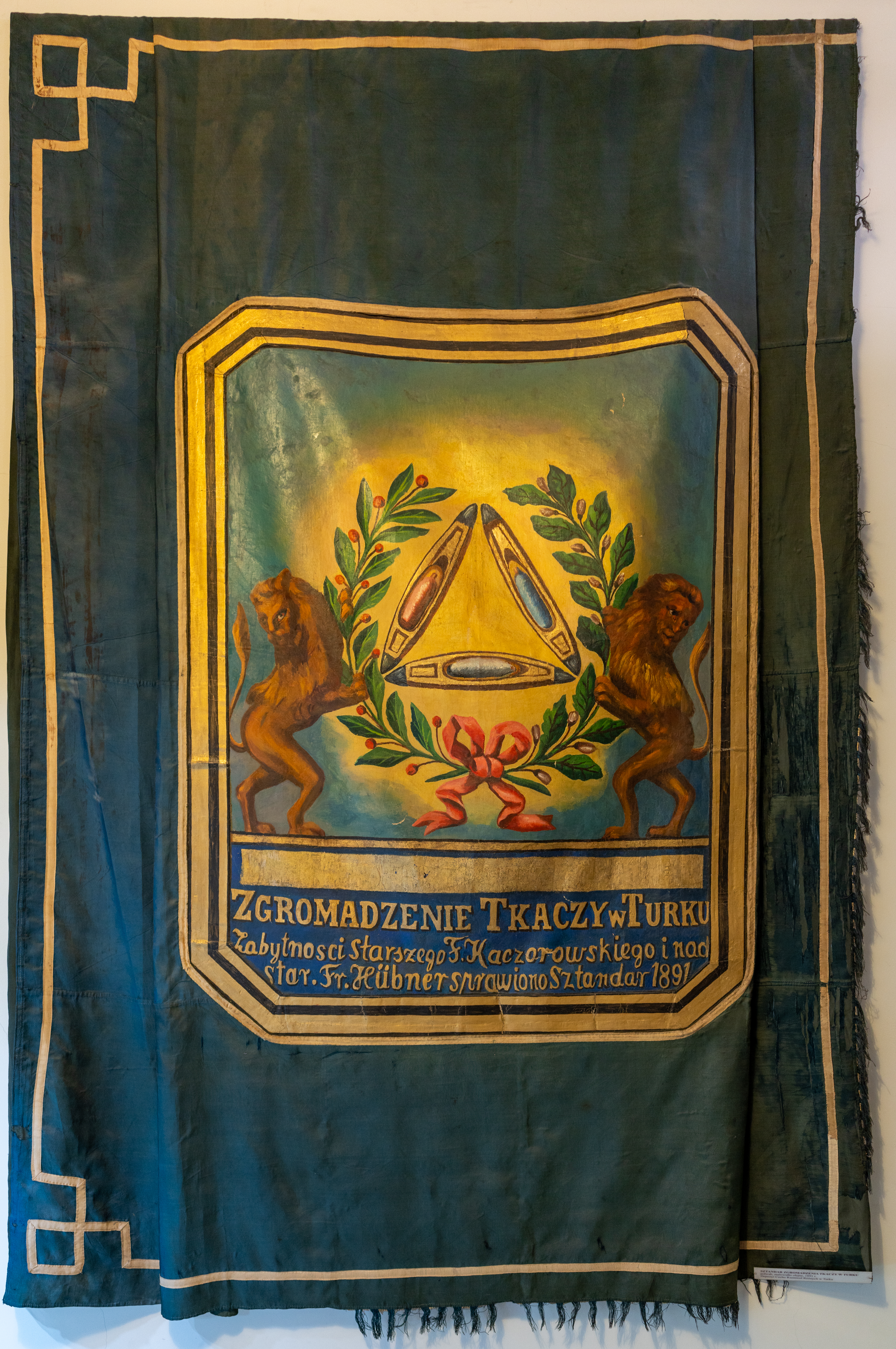
Sztandar Zgromadzenia Tkaczy w Turku 1891 rok
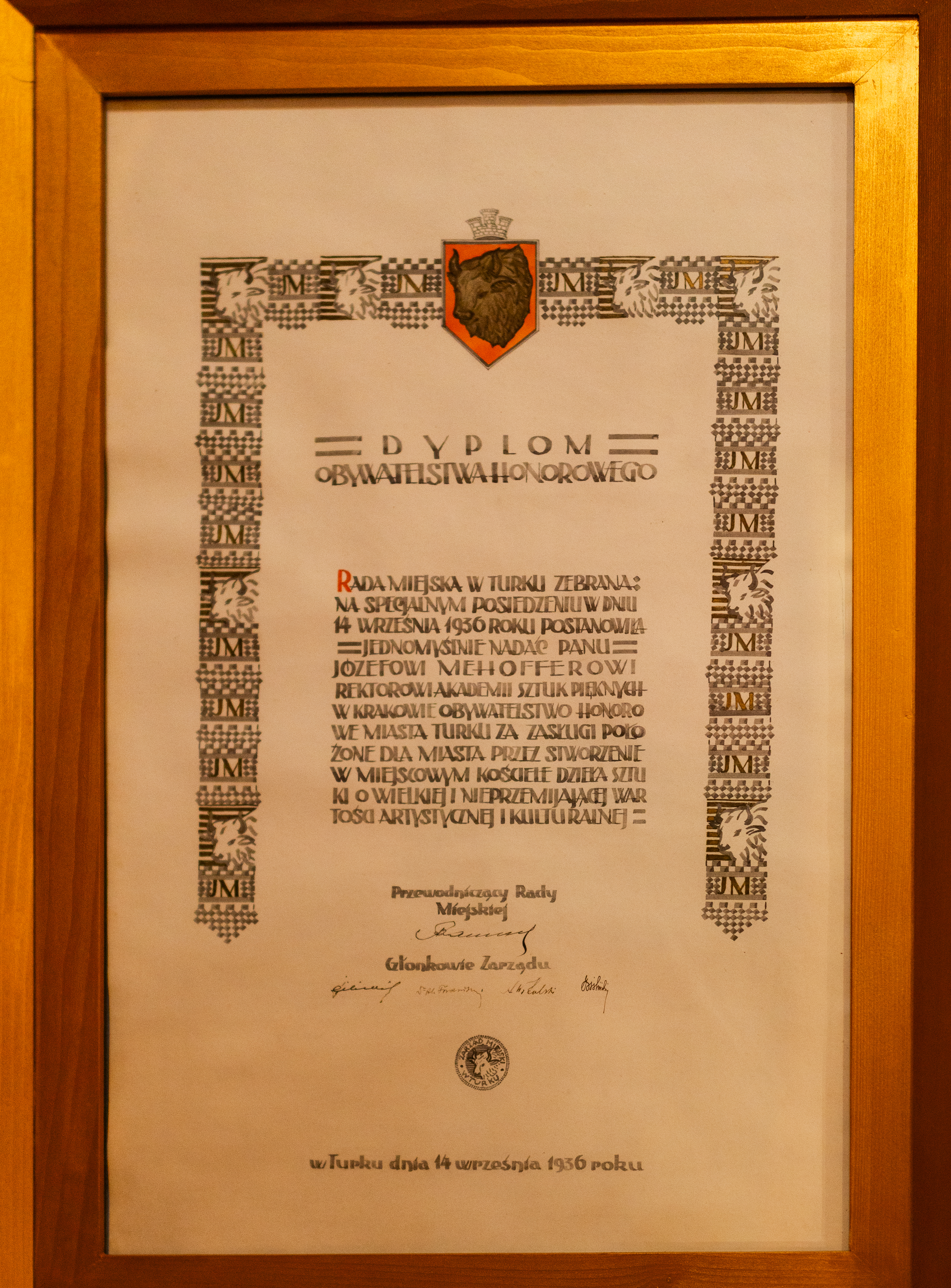
Dyplom dla Józefa Mehoffera nadający tytuł Honorowego Obywatela miasta Turku